# Unione Sovietica ai VII Giochi olimpici invernali
L'Unione Sovietica partecipò ai VII Giochi olimpici invernali, svoltisi a Cortina d'Ampezzo, Italia, dal 26 gennaio al 5 febbraio 1956, con una delegazione di 53 atleti impegnati in sei discipline.

## Medagliere

### Per discipline
| Sport                   | Oro | Argento | Bronzo | Totale |
| ----------------------- | --- | ------- | ------ | ------ |
| Pattinaggio di velocità | 4   | 1       | 2      | 7      |
| Sci di fondo            | 2   | 2       | 3      | 7      |
| Hockey su ghiaccio      | 1   | 0       | 0      | 1      |
| Sci alpino              | 0   | 0       | 1      | 1      |
| Totale                  | 7   | 3       | 6      | 16     |

### Medaglie
| Medaglia | Atleta | Sport                   | Evento                    |
| -------- | --- | ----------------------- | ------------------------- |
| Oro      | Nikolaj Pučkov Grigorij Mkrtyčan Nikolaj Sologubov Dmitrij Ukolov Ivan Tregubov Genrich Sidorenkov Al'fred Kučevskij Evgenij Babič Viktor Šuvalov Vsevolod Bobrov Jurij Krylov Aleksandr Uvarov Valentin Kuzin Jurij Pantjuchov Aleksej Guryšev Nikolaj Chlystov Viktor Nikiforov | Hockey su ghiaccio      |                           |
| Oro      | Evgenij Grišin | Pattinaggio di velocità | 500 m maschile            |
| Oro      | Evgenij Grišin | Pattinaggio di velocità | 1500 m maschile           |
| Oro      | Jurij Michajlov | Pattinaggio di velocità | 1500 m maschile           |
| Oro      | Boris Shilkov | Pattinaggio di velocità | 5000 m maschile           |
| Oro      | Fëdor Terent'ev Nikolaj Anikin Pavel Kolčin Vladimir Kuzin | Sci di fondo            | Staffetta maschile        |
| Oro      | Ljubov' Kozyreva | Sci di fondo            | 10 km femminile           |
| Argento  | Rafaėl' Grač | Pattinaggio di velocità | 500 m maschile            |
| Argento  | Rad'ja Erošina | Sci di fondo            | 10 km femminile           |
| Argento  | Ljubov' Kozyreva Alevtina Kolčina Rad'ja Erošina | Sci di fondo            | Staffetta femminile       |
| Bronzo   | Oleg Gončarenko | Pattinaggio di velocità | 5000 m maschile           |
| Bronzo   | Oleg Gončarenko | Pattinaggio di velocità | 10000 m maschile          |
| Bronzo   | Evgenija Sidorova | Sci alpino              | Slalom speciale femminile |
| Bronzo   | Pavel Kolčin | Sci di fondo            | 15 km maschile            |
| Bronzo   | Pavel Kolčin | Sci di fondo            | 30 km maschile            |
| Bronzo   | Fëdor Terent'ev | Sci di fondo            | 50 km maschile            |